# ريزدنت إيفل: نهاية العالم
ريزدنت إيفل: آبوكاليبس Resident Evil: Apocalypse هو فيلم رعب وخيال علمي من إنتاج 2004 وإخراج أليكسندر ويت، وهذا الفيلم هو الجزء الثاني من سلسلة أفلام ريزدنت إيفل وهي مأخوذة عن لعبة ريزدنت إيفل

## الاستقبال النقدي
كان الاستقبال النقدي للفيلم ضعيف، حيث حصل الفيلم على تقييم 21 ٪ على موقع الطماطم الفاسدة بناء على 121 استعراض . ، وعلى 35 درجة من أصل 100 على موقع ميتاكريتيك. وأدرجته مجلة التايم في قائمة أسوأ عشر أفلام ألعاب فيديو 

## وصلات خارجية
- ريزدنت إيفل: نهاية العالم على موقع IMDb (الإنجليزية)
- ريزدنت إيفل: نهاية العالم على موقع ميتاكريتيك (الإنجليزية)
- ريزدنت إيفل: نهاية العالم على موقع روتن توميتوز (الإنجليزية)
- ريزدنت إيفل: نهاية العالم على موقع نتفليكس (الإنجليزية)
- ريزدنت إيفل: نهاية العالم على موقع قاعدة بيانات الأفلام العربية
- ريزدنت إيفل: نهاية العالم على موقع ألو سيني (الفرنسية)
- ريزدنت إيفل: نهاية العالم على موقع Turner Classic Movies (الإنجليزية)
- ريزدنت إيفل: نهاية العالم على موقع أول موفي (الإنجليزية)
- ريزدنت إيفل: نهاية العالم على موقع بوكس أوفيس موجو (الإنجليزية)
- ريزدنت إيفل: نهاية العالم على موقع فيلمافينيتي (الإسبانية)